# Kobojango
Kobojango is een dorp in het district Central in Botswana. De plaats telt 2138 inwoners (2011).